# التجريد (اللغويات)
يستخدم مصطلح التجريد في عدد من مجالات اللسانيات. والتي تشير إلى عملية (تسمى أيضاً تجريد الكائن) في تطوير اللغة لمفاهيم تمت إزالتها بشكل أكبر من الكائنات التي تم إرفاقها بها في الأصل. يمكن أن يشير التجريد أيضاً إلى عملية يطبقها اللغويون أنفسهم، حيث يُنظر في الظواهر دون التفاصيل التي لا تتعلق بمستوى التحليل المطلوب.

## تجريد الكائن
تجريد الكائن هو مفهوم يتم فيه استخدام مصطلحات الكائنات لمفاهيم أكثر تجريداً، والتي تتطور في بعض اللغات إلى مزيد من التجريد مثل الأفعال والكلمات النحوية. التجريد شائع في لغة البشر، على الرغم من أنه يتجلى بطرق مختلفة في اللغات المختلفة. يتعلم الأطفال عادةً الكلمات الموضوعية أولاً، ثم يطورون من تلك المفردات فهماً للاستخدامات البديلة لهذه الكلمات عند اكتسابهم اللغة.
فمثلاً تشير كلمة «كتاب» بشكل موضوعي إلى كائن مادي تم إنشاؤه من خلال صفحات مترابطة، ولكن في التجريد يشير إلى إبداع أدبي معين — بغض النظر عن عدد النسخ المادية الموجودة «للكتاب»، فهو «كتاب» واحد. ثم طورت كلمة «كتاب» استخدامات أكثر تجريدية، مثل الاحتفاظ بسجل (ضبط الحسابات)، أو للاحتفاظ بسجل للمراهنة (الحجز)، أو كفعل إدراج الأشخاص في سجل (للحجز). قد يتم بعد ذلك تجريد الكلمات بشكل أكبر وحتى تحتوي على جناس، مثل «صنع تاريخ لأحدهم» (هو حجز).
جاء أحد الأمثلة المبكرة لهذا النوع من الدراسة من جون هورن توك ، الذي اقترح في كتابته تحويلات بورلي(1786)، أن الكلمة المجردة جاءت إلى اللغة الإنجليزية من خلال كل من التغيير الصوتي والاشتقاق من القوطية:
«نظراً لأن حرف الجر الفرنسي الغريب (CHEZ) ليس سوى حرف الجر الإيطالي (CASA) أو (CA)، كذلك حرف الجر الإنجليزي (THOROUGH) ليس سوى الجوهري القوطي (dauro) ، أو (thuruh) الموضوعي الجرماني: ومثلهما، يعني الباب، البوابة، الممر. أنا مقتنع بأن» باب وعبر«لهما نفس الأصل القوطي (dauro)، ويعنيان نفس الشيء، وهما في الواقع نفس الكلمة.» 
كان توك مخطئاً بشأن "through"، لكن رؤيته حول الطريقة التي تنتقل بها الكلمات عبر الجغرافيا واللغة، وتغيير الصوت والمعنى كانت مبتكرة وصحيحة من حيث الأساس.

## استخدام التجريد من قبل اللغويين

### النحو والدلالات والبراغماتية
العلاقة بين النحو، والدلالات، والبراغماتية صُرِفت أيضاً من ما يمكن تسميته «التسلسل التجريدي». على سبيل المثال، كتب رودولف كارناب في مقدمة إلى علم الدلالة (1942، مطبعة جامعة هارفارد):
إذا تمت الإشارة بشكل صريح إلى المتحدث، أو بعبارات أكثر عمومية «لمستخدم اللغة»، فإننا نخصصها لمجال البراغماتية. (سواء تم الإشارة إلى المسميات أم لا، فلا فرق في التصنيف). إذا استخلصنا من مستخدم اللغة وقمنا بتحليل التعبيرات وبياناتها فقط، فنحن في مجال الدلالات. أما إذا استخلصنا من المسمى (المحددة)، وقمنا بتحليل العلاقات بين التعبيرات فقط، فنحن في علم بناء الجملة (المنطقي). وعلم اللغة كله والذي يتكون من الأجزاء الثلاثة المذكورة، يسمى السيميائية. (ص 9)
أدلى زميل كارناب الفيلسوف الأمريكي تشارلز دبليو موريس، طالب دكتوراه في علم الاجتماع والفيلسوف البراغماتي جورج هربرت ميد، وتأثر بشدة بالبراغماتي ومؤسس السيميائية (التحليلية)، تشارلز ساندرز بيرس قبل عدة سنوات بأن:
«التراكيب والتي هي دراسة علاقات الإشارات ببعضها البعض في التجريد من علاقات الإشارات بالأشياء [أي، الدلالات] أو المفسرين [أي، البراغماتية] ، تعتبر أفضل تطور بين جميع فروع السيميائية.» (ص 13) 
العلاقة بين التجريد والثلاثية المؤثرة لموريس هي مسألة نقاش مستمر. 

### وحدات إيميك
نوع شائع من التجريد الذي يُنظر إليه في علم اللغة هو الصوت اللغوي ، الذي يجرد الأصوات بطريقة تتجاهل التفاصيل التي لا يمكن أن تخدم في تمييز المعنى. أنواع أخرى مماثلة من التجريدات (تسمى أحياناً «وحدات emic») تشمل المقطع الصرفي، والوحدة الخطية ، والمفردة.